# کریستین رودریگو زوریتا
کریستین رودریگو زوریتا (انگلیسی: Christian Rodrigo Zurita؛ زادهٔ ۲۴ ژوئیهٔ ۱۹۷۹) بازیکن فوتبال اهل آرژانتین است.
از باشگاه‌هایی که در آن بازی کرده‌است می‌توان به باشگاه ورزشی سن لورنسو آلماگرو، باشگاه اتلتیکو ایندپندینته، باشگاه فوتبال غازی عینتاب‌اسپور، و باشگاه فوتبال مرسین اشاره کرد.